# Electrical Audio

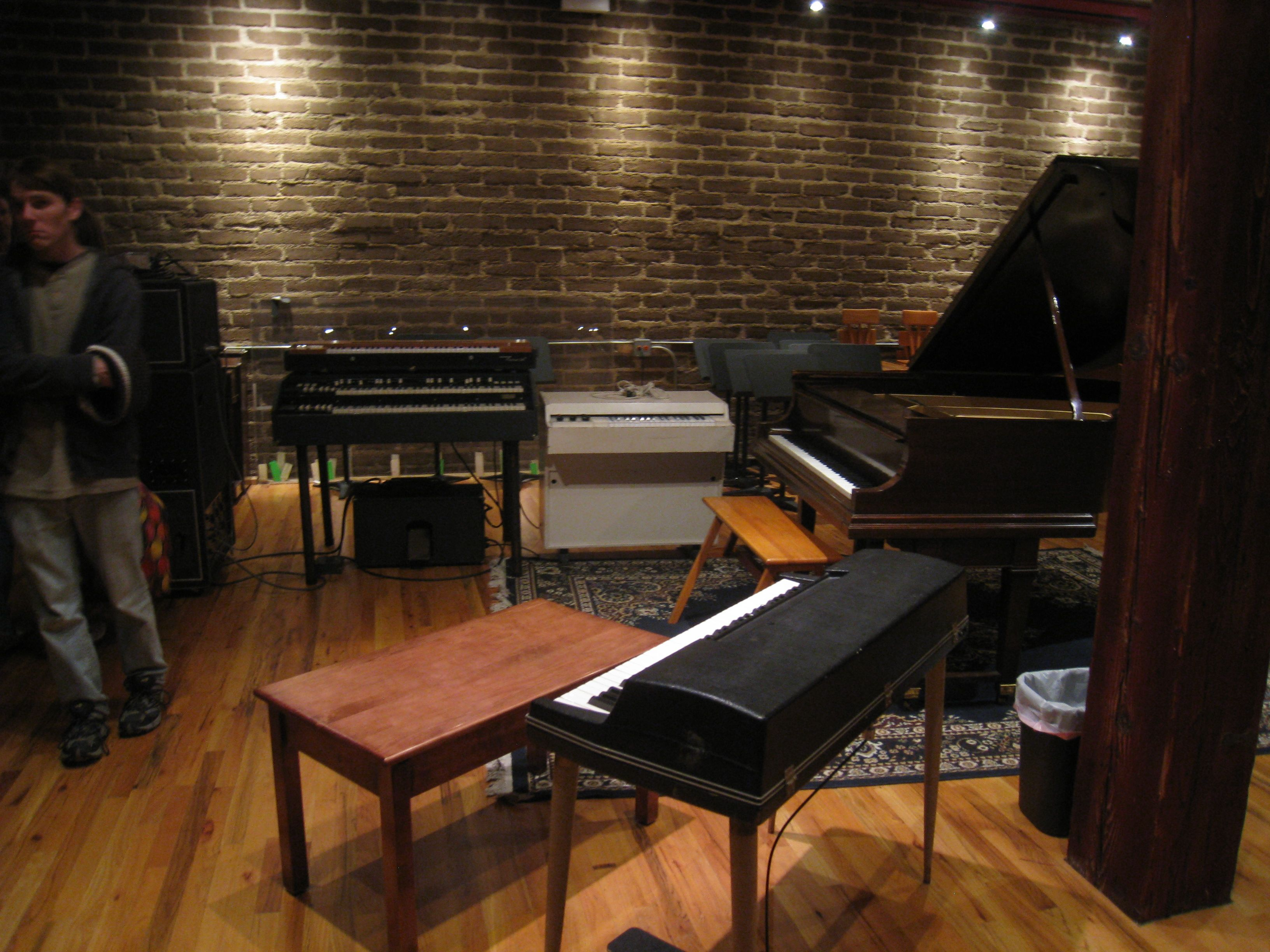
Estudio B en Electrical Audio en Chicago

Electrical Audio es un estudio de grabación localizado en Chicago, Illinois. Fue fundado en 1997, por el músico y ingeniero de sonido Steve Albini. En Electrical Audio han grabado sus álbumes cientos de grupos, generalmente de género indie rock o punk rock.
Fundado durante una época en la que la popularidad de la grabación digital estaba creciendo y creciendo, Electrical Audio era inusual por usar solo equipos de grabación analógica, incluyendo mesas de mezclas, magnetófonos, y pedales de efectos de sonido. Las salas de grabación están diseñadas para producir una reverberación natural, para no tener que añadir el efecto en la posproducción.
En un post en el foro del sitio oficial del estudio, el técnico del estudio Greg Norman reveló que Electrical Audio había instalado una mesa de mezclas Pro Tools para usarse en grabación y también en masterización con ayuda de un computador, y en formato digital, diciendo que "ahora, era tan importante que tener como un piano". Norman también escribió que Albini, que tiene un ferviente disgusto por el formato digital, "no va a trabajar en él [Pro Tools]. Así que no le pregunten sobre eso".

## Diseño del estudio
Electrical Audio está dividido en dos estudios separados, el estudio A y el estudio B.

### Estudio A
El estudio A es el más grande de los dos, y tiene tres salas separadas de performance en vivo: Center Field es el más grande de los tres, con 370 metros cuadrados, Alcatraz es una habitación "con ambiente seco", y Kentucky es una habitación más clara y iluminada, con frecuencia baja mejorada. La habitación de control tiene una mesa Neotek Elite de 48 canales, y se pueden acomodar hasta 132 entradas.

### Estudio B
Es el más pequeño de los estudios, con una sola habitación en vivo de 245 metros cuadrados, y una sala de control de 90 metros cuadrados. La sala de control tiene una mesa Neotek Series II de 36 entradas.